# Álex Colomé
Álexander Colomé (ur. 31 grudnia 1988) – dominikański baseballista występujący na pozycji miotacza (relief pitchera) w Seattle Mariners.

## Przebieg kariery

### Tampa Bay Rays
W marcu 2007 podpisał kontrakt jako wolny agent z Tampa Bay Devil Rays. Zawodową karierę rozpoczął w DSL Devil Rays, występującym w dominikańskiej lidze letniej (poziom Rookie), następnie w 2008 grał w Princeton Rays (Rookie). W 2009 narzucał dla Hudson Valley Renegades (Class A-Short Season), a w 2010 dla Bowling Green Hot Rods (Class A) i Charlotte Stone Crabs (Class A-Advanced). W sezonie 2011/2012 występował w Leones del Escogido z LIDOM.
W lipcu 2011 został zawodnikiem Montgomery Biscuits (Double-A), w którym rozpoczął również sezon 2012. 2 sierpnia 2012 został przesunięty do Durham Bulls (Triple-A), a 29 maja 2013 został powołany do 40-osobowego składu Tampa Bay Rays i dzień później zadebiutował w Major League Baseball w meczu przeciwko Miami Marlins, w którym rozegrał 5⅔ zmiany, zaliczył 7 strikeoutów, oddał 5 uderzeń, 2 bazy za darmo i zanotował zwycięstwo. W 2014 został zawieszony na 50 meczów za zażywanie niedozwolonych środków dopingujących.
W 2015 po rozegraniu 13 meczów jako starter, w lipcu został przesunięty na pozycję relievera. W 2016 został pierwszym closerem w zespole i po raz pierwszy powołany do AL All-Star Team.

### Seattle Mariners
W maju 2018 został zawodnikiem Seattle Mariners.

## Nagrody i wyróżnienia
| Nagroda/wyróżnienie | Lata | Źródło |
| All-Star            | 2016 | [ 7 ]  |